# 卡罗琳·贝尔德
卡罗琳·贝尔德（英語：Caroline Baird，1974年3月14日—），英国女子田径运动员。她曾代表英国参加1992年、1996年和2000年夏季残疾人奥林匹克运动会田径比赛，获得四枚金牌和一枚银牌。